# 地震学

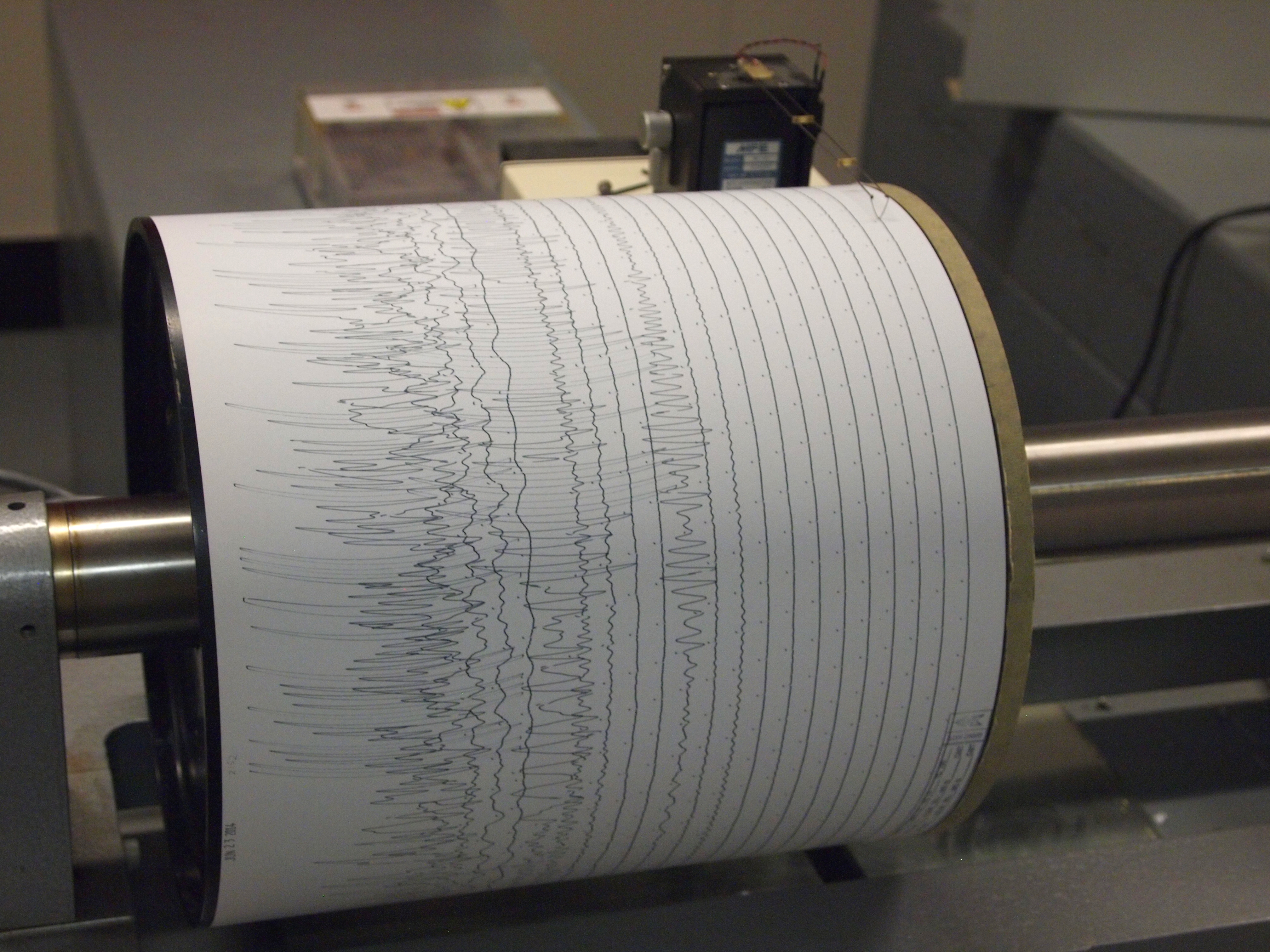
震动图

地震學是一門研究地震以及震波在地球內部傳播的學問，也研究其它由地震引起的現象，如海嘯，以及會引起地震的現象，如板塊運動、火山運動等。
地震可以在地球內部引致地震波，通過觀察地震波在地球內部的傳導，人們可以了解和推斷出地球內部的結構和構造。對地震波的研究最早的結論之一是地球內部是液態的：縱波可以傳過地核，橫波無法通過地核，而橫波的傳播需要比較堅硬的媒介。現在科學家的認識是，地球的不同深度狀態是不同的，地核又可以分為固態的內核和液態的外核，這都是由地震學的研究得來的。
使用人工爆破所產生的地震波，讓人們今天可以探測地底下的石油貯藏、岩石結構、鹽礦、地層的結構和被埋沒的隕石坑等等。但是人工爆炸主要用在淺層的地質勘探，是通過反演算出震波傳遞的速度，分析後可得到地下可能藏有的地質結構和物質分佈。
人們現今可以研究地下數千公尺深的地質構造，如地幔中的對流層、岩漿腔，到地核的各向異性等。透過對地震波的觀察，人們今日還可以觀察到隕石墜入無人海域的過程和核爆炸，近距離得可以偵測到車輛通過，甚至是人的腳步。

## 著名地震學家
- 賓諾·古登堡
- 金森博雄
- 大森房吉
- 英厄·莱曼
- 朱塞佩·麥加利
- 莫霍洛维奇
- 理察·迪克森·奧爾德姆
- 查爾斯·法蘭西斯·芮克特
- 张衡

## 參看
- 火山學
- 海嘯